# Jacob Bronowski

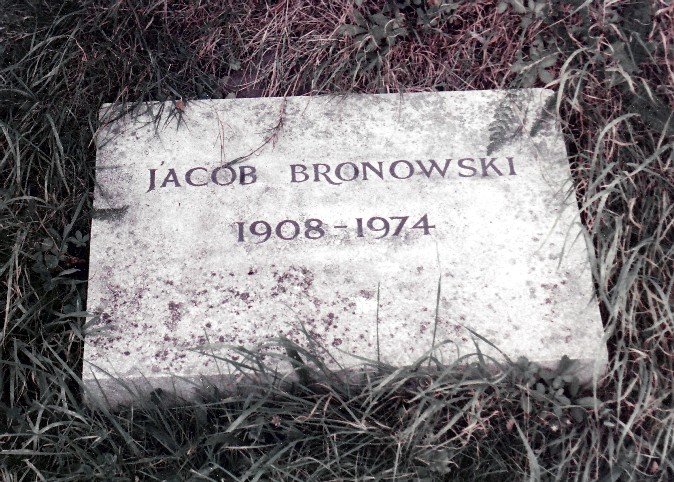
Jacob Bronowskis Grab auf dem Highgate Cemetery, London

Jacob Bronowski (* 18. Januar 1908 in Łódź, Russisches Kaiserreich; † 22. August 1974 in East Hampton, New York) war ein britischer Mathematiker und Biologe polnischer Abstammung. Er ist besonders als Autor und Präsentator der BBC-Dokumentation Der Aufstieg des Menschen (The Ascent of Man) bekannt geworden.

## Leben und Werk
Bronowski wurde 1908 in Łódź geboren. Seine Familie zog im Laufe des Ersten Weltkriegs nach Deutschland und von dort 1920 weiter nach England. Obwohl er nach eigenen Angaben nur zwei Wörter englisch sprach, wurde er an der Central Foundation Boys’ School zugelassen und studierte später an der University of Cambridge.
Als Mathematikstudent des Jesus College in Cambridge brachte Bronowski seit 1928 zusammen mit William Empson das literarische Magazin Experiment heraus. Auch den Rest seines Lebens verfolgte er Aktivitäten in beiden, dem mathematisch-wissenschaftlichen und dem literarischen, Bereichen. Er war ein erfolgreicher Schachspieler, er erreichte eine half-blue Auszeichnung an der Universität in Cambridge. Für das British Chess Magazine verfasste er zwischen 1926 und 1970 zahlreiche Schachkompositionen. 1930 war er Senior Wrangler in den Tripos-Prüfungen. Er schloss 1935 das Studium erfolgreich mit einem Ph.D. im Bereich Mathematik ab, in seiner Dissertation befasste er sich mit der Algebraischen Geometrie. Von 1934 bis 1942 unterrichtete er Mathematik an der University of Hull.
Während des Zweiten Weltkriegs arbeitete er im Operations Research, nach dem Krieg wurde er Leiter der Forschungsabteilung des National Coal Board im Vereinigten Königreich. Nach seinen Erfahrungen als offizieller Beobachter nach den Atombombenabwürfen auf Nagasaki und Hiroshima wandte er sich wie sein Freund Leó Szilárd der Biologie zu, um die Grundlagen der Gewalt besser verstehen zu können. 1960 wurde er in die American Academy of Arts and Sciences gewählt. Ab 1964 war er stellvertretender Direktor des Salk Institute for Biological Studies. Eine akademische Karriere in Großbritannien war ihm verwehrt, weil der MI5 Bronowskis kommunistische Schwestern verfolgte und auch ihn verdächtigte.
Jacob Bronowski war seit 1941 mit Rita Coblentz verheiratet, das Paar hatte vier Töchter, die älteste ist die Akademikerin Lisa Jardine.
1967 hielt Bronowski die sechs Silliman Memorial Lectures an der Yale University, als Thema wählte er hierbei die Rolle von Fantasie und Symbolsprache für den wissenschaftlichen Fortschritt. Ein Transkript der Vorträge wurde 1978, nach seinem Tode, unter dem Titel The Origins of Knowledge and Imagination veröffentlicht.
In den späten 1950ern wurde er der Öffentlichkeit erstmals durch die BBC-Version der Sendung The Brains Trust bekannt. Bronowski ist jedoch eher für seine 13-teilige Serie Der Aufstieg des Menschen bekannt, in der er sich mit der Geschichte der Wissenschaft und Technologie auseinandersetzt. Dies war die zweite „persönliche Beobachtungen“-Dokumentationen des BBC und inspirierte Carl Sagan zu seiner Serie Unser Kosmos in den 1980ern. Während der Arbeiten zu Der Aufstieg des Menschen wurde Bronowski von Michael Parkinson interviewt. Bronowskis Beschreibung seines Besuches des KZ Auschwitz – er verlor viele Familienmitglieder während der Zeit des Nationalsozialismus – wurde von Parkinson als eines seiner denkwürdigsten Interviews bezeichnet.
Jacob Bronowski starb 1974 an einem Herzanfall, ein Jahr nachdem Der Aufstieg des Menschen abgeschlossen war. Er wurde auf dem Londoner Highgate Cemetery beigesetzt.